# Mieżany (rejon solecznicki)
Mieżany – dawna leśniczówka. Tereny, na których była położona, leżą obecnie na Litwie, w okręgu wileńskim, w rejonie solecznickim, w gminie Dziewieniszki.

## Historia
W czasach zaborów zaścianek w gminie Dziewieniszki, w powiecie oszmiańskim, w guberni wileńskiej Imperium Rosyjskiego. Pod koniec XIX wieku liczył 6 mieszkańców, należał do Umiastowskich.
W latach 1921–1945 leśniczówka leżała w Polsce, w województwie wileńskim, w powiecie oszmiańskim, w gminie Dziewieniszki.
W 1931 w 1 domu zamieszkiwało 8 osób.
Wierni należeli do parafii rzymskokatolickiej w Dziewieniszkach. Miejscowość podlegała pod Sąd Grodzki w Holszanach i Okręgowy w Wilnie; właściwy urząd pocztowy mieścił się w Dziewieniszkach.